# Brève à poitrine verte
Pitta reichenowi
Espèce
Statut de conservation UICN

 LC  : Préoccupation mineure
La Brève à poitrine verte (Pitta reichenowi), aussi appelée Brève de Reichenow en hommage à Anton Reichenow, est une espèce de passereau appartenant à la famille des Pittidae. D'après Alan P. Peterson, c'est une espèce monotypique. Elle est présente dans les forêts tropicales de plaines et de basse montagne d'Afrique centrale. 